# Sayami Matsushita
Sayami Matsushita (en japonés: 松下紗耶未, Matsushita Sayami; Hita, 1 de abril de 1982) es una deportista japonesa que compitió en tiro con arco, en la modalidad de arco recurvo.
Ganó dos medallas de plata en el Campeonato Mundial de Tiro con Arco al Aire Libre, en los años 2003 y 2009, ambas en la prueba por equipo.

## Palmarés internacional
| Campeonato Mundial al Aire Libre | Campeonato Mundial al Aire Libre | Campeonato Mundial al Aire Libre | Campeonato Mundial al Aire Libre |
| Año                              | Lugar                            | Medalla                          | Prueba                           |
| -------------------------------- | -------------------------------- | -------------------------------- | -------------------------------- |
| 2003                             | Nueva York (Estados Unidos)      | Medalla de plata                 | Equipo                           |
| 2009                             | Ulsan (Corea del Sur)            | Medalla de plata                 | Equipo                           |